# Episodi di Day Break
La prima e unica stagione di Day Break è stata trasmessa dal canale americano ABC dal 15 novembre 2006 al 2 marzo 2007. In Italia è stata trasmessa dal 26 gennaio al 1º marzo 2008 sul canale pay Steel e in chiaro è stata trasmessa su Rai 4 dal 14 luglio al 18 agosto 2008.
| nº | Titolo originale              | Titolo italiano                          | Prima TV USA     | Prima TV Italia  |
| -- | ----------------------------- | ---------------------------------------- | ---------------- | ---------------- |
| 1  | Pilot                         | Pilota                                   | 15 novembre 2006 | 26 gennaio 2008  |
| 2  | What If They Run              | E se scappano?                           | 15 novembre 2006 | 26 gennaio 2008  |
| 3  | What If He Lets Her Go        | E se lui la lasciasse andare?            | 22 novembre 2006 | 2 febbraio 2008  |
| 4  | What If He Can Change the Day | E se lui riuscisse a cambiare il giorno? | 29 novembre 2006 | 2 febbraio 2008  |
| 5  | What If They're Stuck         | E se fossero bloccati?                   | 6 dicembre 2006  | 9 febbraio 2008  |
| 6  | What If They Find Him         | E se lo trovassero?                      | 13 dicembre 2006 | 9 febbraio 2008  |
| 7  | What If He's Not Alone        | E se lui non fosse solo?                 | 29 gennaio 2007  | 16 febbraio 2008 |
| 8  | What If She's Lying           | E se lei stesse mentendo?                | 29 gennaio 2007  | 16 febbraio 2008 |
| 9  | What If They're Connected     | E se fossero collegati?                  | 29 gennaio 2007  | 23 febbraio 2008 |
| 10 | What If He's Free             | E se lui fosse libero?                   | 29 gennaio 2007  | 23 febbraio 2008 |
| 11 | What If He Walks Away         | E se lui se ne andasse?                  | 4 febbraio 2007  | 1º marzo 2008    |
| 12 | What If She's The Key         | E se lei fosse la chiave?                | 12 febbraio 2007 | 1º marzo 2008    |
| 13 | What If It's Him              | E se fosse lui?                          | 2 marzo 2007     | 1º marzo 2008    |